# One Life to Live
One Life to Live é uma novela estadunidense, criada por Agnes Nixon e exibida originalmente pela ABC. Entrou no ar em 15 de Julho de 1968 e continua em exibição até os dias atuais, contando com mais de 10.000 episódios produzidos ao longo de sua trajetória.